# Primer ministre de Trinitat i Tobago
El primer ministre és el cap de govern de Trinitat i Tobago. Entre les seves tasques figura nomenar als altres ministres del govèrn.
Aquesta llista només compren los primers ministres des de 1956.
| Nom                              | Imatge                 | Inici del govern       | Fi del govern          |
| -------------------------------- | ---------------------- | ---------------------- | ---------------------- |
| Eric Eustace Williams            | Sense imatge           | 10 de novembre de 1956 | 29 de març de 1981     |
| George Michael Chambers          | Sense imatge           | 30 de març de 1981     | 18 de desembre de 1986 |
| Arthur Napoleon Raymond Robinson | Sense imatge           | 19 de desembre de 1986 | 17 de desembre de 1991 |
| Patrick Augustus Manning         | Patrick Manning        | 17 de desembre de 1991 | 9 de novembre de 1995  |
| Basdeo Panday                    | Sense imatge           | 10 de novembre de 1995 | 24 de desembre de 2001 |
| Patrick Augustus Manning         | Patrick Manning        | 24 de desembre de 2001 | 26 de maig de 2010     |
| Kamla Persad-Bissessar           | Kamla Persad-Bissessar | 26 de maig de 2010     | 9 de setembre de 2015  |
| Keith Rowley                     | Sense imatge           | 9 de setembre de 2015  | 17 de març de 2025     |
| Stuart Young                     | Sense imatge           | 17 de març de 2025     | 1 de maig de 2025      |
| Kamla Persad-Bissessar           | Kamla Persad-Bissessar | 1 de maig de 2025      | actualitat             |